# میخائیل گاسپاروف
میخائیل لوونی گاسپاروف (ارمنی: Միխայիլ Լեոյի Գասպարով; روسی: Михаи́л Лео́нович Гаспа́ров؛ ۱۳ آوریل ۱۹۳۵ – درگذشته ۷ نوامبر ۲۰۰۵) لغت‌شناس، مترجم ارمنی‌تبار اهل روسیه که بخاطر مطالعاتش درباره فلسفه کلاسیک و مکتب تارتو سرشناس بود. وی عضو آکادمی علوم روسیه بود.

## زندگینامه
وی در ۱۳ آوریل ۱۹۳۵ در مسکو به دنیا آمد و از دانشگاه دولتی مسکو فارغ التحصیل شد. وی همچنین برندهٔ جوایزی همچون جایزه دولتی فدراسیون روسیه شده است. وی در ۷ نوامبر ۲۰۰۵ در سن ۷۰ سالگی در زادگاهش درگذشت.